# دخانية خلنجية
دخانية خلنجية (الاسم العلمي:Fumana ericifolia) هي نوع من النباتات يتبع جنس الدخانية من الفصيلة القريضية.